# Le Secret (Buddy Longway)
Pour les articles homonymes, voir Le Secret.
Le Secret est le cinquième album de bande dessinée Buddy Longway, paru en 1977.
Buddy, toujours plâtré, laisse la place à Jérémie comme acteur principal, sous le regard attentif de sa mère Chinook. Buddy interviendra en tant que « sage ».

## Personnages
- Buddy Longway
- Chinook
- Jérémie
- White Crow
- Arbre rouge
- Cheval Fougueux

## Synopsis
Deux Black Feet poursuivent White Crow. Celui-ci sauve Jérémie qui, en remerciement, garde le secret de sa cachette. 

Celle-ci finit par être découverte et Buddy intervient en plaidant la cause de White Crow auprès d'Arbre Rouge.